# Costa d'Amalfi Ravello rosato
Il Costa d'Amalfi Ravello rosato è un vino DOC la cui produzione è consentita nella provincia di Salerno.

## Caratteristiche organolettiche
- colore: rosa più o meno intenso
- odore: intenso, fruttato
- sapore: secco, fresco, delicato

## Produzione
Provincia, stagione, volume in ettolitri
- nessun dato disponibile